# Вечір старовинних російських водевілів
«Вечір старовинних російських водевілів» — радянський телефільм-спектакль 1978 року в постановці театру імені Євгена Вахтангова, в якому представлені два водевілі.

## Сюжет
Фільм починається з розповіді провінційного актора Льва Гурича Синичкіна з водевілю Ленського (Григорій Абрикосов) і його дочки Лізоньки (Людмила Дребньова), які переносять глядача в зал старого провінційного театру середини XIX століття.
- «Дайте мені стару» — Заїжджий антрепренер, в минулому гусар Логін Осипович Пустернак, який вирішив в Ковилках «поправити свої справи і свій балаган відкрити», розшукує актрису на роль бабусі, попередня просто втекла; — «П'єсу виставив на Афішу, квитків продав два десятка, а баби немає». У пошуках йому допомагає актор, декоратор і на всі руки майстер Карп Силич Полуда. Але все безуспішно. І ось Логін отримує листа від своєї старої коханої (імені її він не пам'ятає), яка обурена його поведінкою… І раптом на порозі з'являється стара, але Пустернак і Полуда сміються — не уявляючи її як актрису, проганяють. Потім з'являється Економка, до якої пристає її поміщик — і теж хоче стати актрисою, але от лихо — «язик не на нашу влаштований».

- «Дівчина-гусар» — Події відбуваються в Штутгарті 9 липня 1815 року, з Росії повертається капітан Роланд, де з 1812 року знаходився в полоні, з тим, щоб забрати у власника пансіона «для благородних дітей чоловічої статі» — Карла Лермана, свого «сина» — дитину, врятовану зі спаленої дачі ще в жовтні 1805 рокі. Але ось несподіванка — «син» виявляється чарівною дівчиною Габріель, яка, щоб не засмучувати свого покровителя («батька»), переодягається в гусара, відмовляючись з ним їхати в Париж повідомляє, що заручена з Лорою (племінницею Лермана), до якої сватається син першого пивовара трьох округів — Фрейтаг. Фрейтаг застає спочатку Лору з Габріель, а потім Лору з Роландом за поцілунком і готується до дуелі з Габріель.

## У ролях
- Григорій Абрикосов —  Лев Гурич Синичкін, старий провінційний актор
- Людмила Дребньова —  Лізонька, дочка Лева Гурича
- Юрій Яковлєв —  Логін Осипович Пустернак, антрепренер
- Людмила Максакова —  Парасковія Петрівна Клєткіна
- Ернст Зорін —  Карп Силич Полуда
- Василь Лановий —  Роланд, капітан
- Юрій Волинцев —  Карл Лерман
- Ірина Калістратова —  Габріель, вихованка Лермана
- Ольга Гаврилюк —  Лора, племінниця Лермана
- Євген Шершнєв —  Фрейтаг, пивовар, наречений Лори

## Знімальна група
- Постановка:  Євген Симонов
- Режисер-постановник:  Лідія Ішимбаєва
- Асистент режисера: С. Тарасюк
- Оператори-постановники:  В'ячеслав Єфімов,  Геннадій Алексєєв
- Художник-постановник:  Ігор Морозов
- Художник по костюмах: Н. Лівітін
- Художник по гриму: З. Воробйова
- Художник по монтажу: О. Костинський
- Звукорежисер: Е. Олейникова, Є. Зибіна
- Музичний редактор: Т. Гудкова
- Редактор: Р. Губайдулін